# Rudaali
Rudaali é um filme de drama indiano de 1993 dirigido e escrito por Kalpana Lajmi. Foi selecionado como representante da Índia à edição do Oscar 1994, organizada pela Academia de Artes e Ciências Cinematográficas.

## Elenco
- Dimple Kapadia - Shanichari
- Amjad Khan - Ram Avtar
- Raj Babbar - Lakshman Singh
- Rakhee - Bhikni
- Raghuveer Yadav
- Sushmita Mukherjee - Mungri
- Mita Vashisht
- Manohar Singh